# Nahetal von Boos bis Niederhausen
Koordinaten: 49° 47′ 45,9″ N, 7° 45′ 15,2″ O

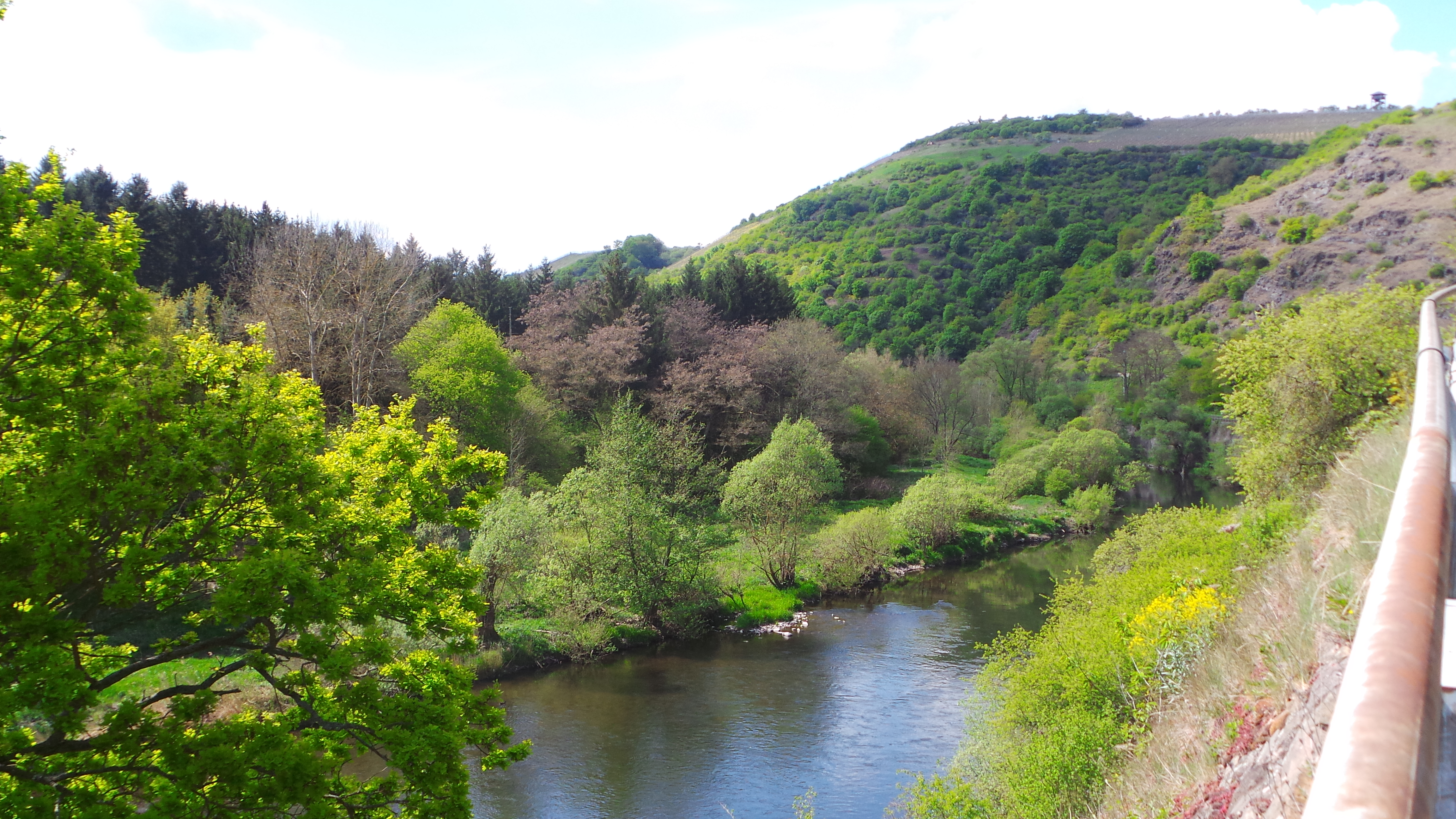
Nahe im NSG-Abschnitt unterhalb Schloßböckelheim (2014)

Das Nahetal von Boos bis Niederhausen ist ein Naturschutzgebiet im Landkreis Bad Kreuznach in Rheinland-Pfalz.
Das 89,6 ha große Gebiet erstreckt sich entlang der Nahe von der Ortsgemeinde Boos bis zur Ortsgemeinde Niederhausen. Es umfasst Gebietsteile der Verbandsgemeinde Rüdesheim.

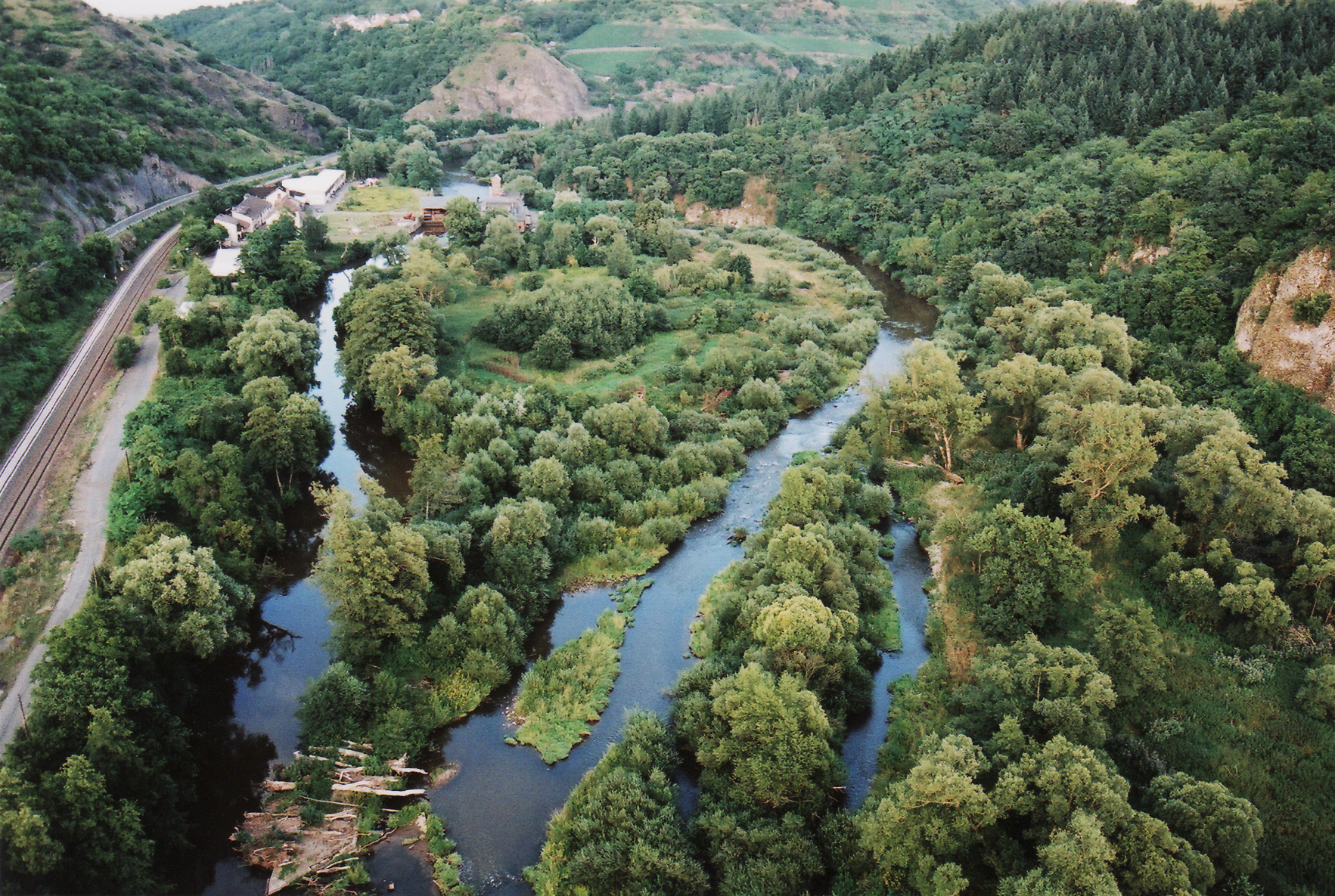

Durch die Unterschutzstellung soll die „Flusslandschaft mit ihren Wasserflächen, Flachwasserzonen und der Flussaue mit ihren charakteristischen Pflanzen- und Tiergesellschaften sowie als Lebensraum seltener in ihrem Bestande bedrohter Tiere und aus wissenschaftlichen Gründen“ erhalten werden.